# Систематика двукрылых
Список семейств двукрылых (Diptera).

## Длинноусые двукрылые
- Подотряд Длинноусые двукрылые (Nematocera Schiner, 1862)
  - Серия семейств Tipulomorpha
    - Надсемейство: Tipuloidea Latreille, 1802
      - Семейство: Болотницы, лимонииды, или луговики (Limoniidae Speiser, 1909) (Син.:Limnobiidae, Architipulidae, Diplopolyneuridae, Eoasilidae, Limoniinae)
      - Семейство: Цилиндротомиды (Cylindrotomidae Schiner, 1863) (Син.: Cylindrotominae)
      - †Семейство: Eolimnobiidae Rohdendorf, 1962
      - Семейство: Pediciidae Osten-Sacken, 1860
      - †Семейство: Zhangobiidae Evenhuis, 1994 (Син.: Palaeolimnobiidae)
      - Семейство: Комары-долгоножки (Tipulidae Latreille, 1802)[1]

    - †Надсемейство: Tipulodictyidea
      - †Семейство: Tipulodictyidae Rohdendorf, 1962

    - †Надсемейство: Eopolyneuridea
      - †Семейство: Eopolyneuridae Rohdendorf, 1962
      - †Семейство: Musidoromimidae Rohdendorf, 1964

    - †Надсемейство: Eoptychopteridea
      - †Семейство: Eoptychopteridae Handlirsch, 1906

    - †Надсемейство: Tanyderophryneidea
      - †Семейство: Tanyderophryneidae Rohdendorf, 1962 (Син.: Tanyderophryneidae)

  - Серия семейств Psychodomorpha
    - Надсемейство: Psychodoidea
      - Семейство: Бабочницы (Psychodidae Newman, 1834) (Син.: Nemopalpidae, Phlebotomidae, Trichomyiidae)

    - Надсемейство: Anisopodoidea
      - Семейство: Разноножки (Anisopodidae Edwards , 1921) (Син.: Phryneidae, Rhyphidae, Sylvicolidae, Mycetobiidae, Protolbiogastridae)

    - Надсемейство: Scatopsoidea
      - Семейство: Canthyloscelidae Shannon, 1927 (Син.: Hyperoscelididae)
      - Семейство: Perissommatidae Colless, 1962
      - Семейство: Гнильницы, навозные комары, или скатопсиды (Scatopsidae Newman, 1834)
      - Семейство: Комары зимние (Trichoceridae Rondani, 1841) (Син.: Petauristidae)
      - Семейство: Valeseguyidae Amorim & Tozoni, 1994

  - Серия семейств Axymyiiomorpha
    - Надсемейство: Axymyiidea
      - Семейство: Axymyiidae Shannon , 1926

    - Надсемейство: Perissommatoidea
      - Семейство: Perissommatidae Colless, 1962
      - †Семейство: Boholdoyidae Kovalev, 1985

  - Серия семейств Ptychopteromorpha
    - Надсемейство: Ptychopteroidea
      - Семейство: Tanyderidae Osten-Sacken, 1880 (Син.: Macrochilidae)
      - Семейство: Птихоптериды (Ptychopteridae Osten-Sacken, 1862) (Син.: Liriopeidae, Liriopidae, Architendipedidae)

  - Серия семейств Culicomorpha
    - Надсемейство: Culicoidea Meigen, 1818
      - Семейство: Комары толстохоботные (Chaoboridae Edwards, 1912) (Син.: Corethridae, Chironomapteridae, Mesotendipedidae, Dixamimidae, Rhaetomyiidae)
      - Семейство: Corethrellidae Edward, 1932
      - Семейство: Комары кровососущие, или Комары настоящие (Culicidae Stephens, 1829)
      - Семейство: Земноводные комары (Dixidae Schiner, 1868)

    - Надсемейство: Chironomoidea Macquart, 1838
      - †Семейство: Asiochaoboridae Hong & Wang, 1990
      - Семейство: Мокрецы (Ceratopogonidae Newman, 1834) (Син.: Leptoconopidae, Helidae, Heleidae)
      - Семейство: Комары-звонцы (Chironomidae Newman, 1834) (Сем.: Tendipedidae)
      - Семейство: Мошки (Simuliidae Newman, 1834) (Сем.: Melusinidae)
      - Семейство: Thaumaleidae Bezzi, 1913 (Сем.: Orphnephilidae)

  - Серия семейств Blephariceromorpha
    - Надсемейство: Blephariceroidea
      - Семейство: Сетчатокрылки (Blephariceridae Loew, 1861) (Сем.: Blepharoceridae)
      - Семейство: Девтерофлебииды (Deuterophlebiidae Edwards, 1922)
      - †Семейство: Ansorgiidae Krzemiński and Lukashevich, 1993

    - Надсемейство: Nymphomyioidea Rohdendorf, 1964
      - Семейство: Nymphomyiidae Tokunaga, 1932

  - Серия семейств Bibionomorpha
    - Надсемейство: Bibionoidea Cocquerell, 1901
      - Семейство: Комары-толстоножки (Bibionidae Fleming, 1821) (Син.: Hesperinidae, Penthetriidae)
      - Семейство: Pleciidae Duda, 1930
      - Семейство: Hesperinidae Schiner, 1868

    - †Надсемейство: Fungivoridea Rohdendorf, 1961
      - †Семейство: Pleciofungivoridae Rohdendorf, 1946 (Сем.: Fungivoritinae)
      - †Семейство: Palaeopleciidae Rohdendorf, 1946
      - †Семейство: Antefungivoridae Rohdendorf, 1938 (Сем.: Pleciomimidae, Antiquamediidae, Sinemediidae)
      - †Семейство: Archizelmiridae Rohdendorf, 1962
      - †Семейство: Tipulopleciidae Rohdendorf, 1962

    - Надсемейство: Pachyneuroidea
      - Семейство: Pachyneuridae Schiner, 1864

    - †Надсемейство: Pleciodictyidea
      - Семейство: Pleciodictyidae Rohdendorf, 1962

    - †Надсемейство: Protoligoneuridea
      - †Семейство: Protoligoneuridae Rohdendorf, 1962

    - Надсемейство: Sciaroidea Billberg, 1820
      - Семейство: Bolitophilidae Winnertz, 1863 (Сем.: Bolitophilinae)
      - Семейство: Галлицы (Cecidomyiidae Newman, 1834) (Сем.: Porricondylidae, Itonididae, Heteropezidae, Lestremiidae, Campylomyzidae)
      - Семейство: Diadocidiidae Winnertz, 1863
      - Семейство: Ditomyiidae Kylin, 1919
      - Семейство: Плоскоуски (Keroplatidae Winnertz, 1863) (Сем.: Ceroplatidae, Zelmiridae, Platyuridae, Zelmicidae, Macroceratidae, Macroceridae, Necromyzidae)
      - †Семейство: Lygistorrhinidae Edwards 1925
      - †Семейство: Paraxymyiidae Rohdendorf, 1964
      - Семейство: Rangomaramidae Jaschhof & Didham, 2002
      - Семейство: Детритницы, или плодовые комарики (Sciaridae Billberg, 1820) (Сем.: Lycoriidae)
      - Семейство: Incertae sedis
        - Род: Afrotricha
        - Род: Anisotricha
        - Род: Cabamofa
        - Род: Chiletricha
        - Род: Colonomyia
        - Род: Eratomyia
        - Род: Freemanomyia
        - Род: Heterotricha
        - Род: Insulatricha
        - Род: Keniatricha
        - Род: Nepaletricha
        - Род: Rhynchoheterotricha
        - Род: Rogambra
        - Род: Sciaropota
        - Род: Sciarosoma
        - Род: Starkomyia
        - Род: Theriotricha

## Короткоусые двукрылые
- Подотряд Короткоусые двукрылые (Brachycera Schiner, 1862)
  - Серия семейств Asilomorpha
    - Надсемейство: Asiloidea Latreille, 1802
      - Семейство: Apioceridae  Fallen, 1817 (Син.: Omphralidae)
      - Семейство: Apsilocephalidae A.Nagatomi, Saigusa, H.Nagatomi & Lyneborg, 1991
      - Семейство: Apystomyiidae Nagatomi et Lui, 1994
      - Семейство: Ктыри (Asilidae Latreille, 1802) (Син.: Leptogastridae)
      - Семейство: Жужжала (Bombyliidae Westwood, 1838) (Син.: Phthiriidae, Systropodidae, Usiidae)
      - Семейство: Evocoidae Yeates, Irwin & Wiegmann, 2006
      - Семейство: Hilarimorphidae Williston, 1896
      - Семейство: Mydidae Latreille, 1809 (Син.: Mydaidae, Mydasidae)
      - Семейство: Mythicomyiidae Melander , 1902 (Син.: Cyrtosiidae, Mythicomyiinae)
      - Семейство: Темнушки, или оконные мухи (Scenopinidae Westwood, 1840)
      - Семейство: Лжектыри (Therevidae Newman, 1834 )
      - †Семейство: Protapioceridae Ren, 1998

    - Надсемейство: Empidoidea Latreille, 1804
      - Семейство: Невзрачники (Atelestidae Hennig, 1970)
      - Семейство: Brachystomatidae Sinclair & Cumming, 2006
      - Семейство: Зеленушки (Dolichopodidae Latreille, 1809) (Син.: Cyrtosiidae, Microphoridae)
      - Семейство: Толкунчики (Empididae Latreille, 1804) (Син.: Empidae)
      - Семейство: Hybotidae Meigen, 1820

    - Надсемейство: Nemestrinoidea Macquart, 1834
      - Семейство: Шаровки, или акроцериды (Acroceridae Leach, 1815) (Син.: Cyrtidae, Oncodidae, Ogcodidae)
      - Семейство: Nemestrinidae Griffith & Pidgeon, 1832

  - Серия семейств Muscomorpha
    - Надсемейство: Phoroidea Newman, 1835
      - Семейство: Ironomyiidae McAlpine et Martin, 1966
      - Семейство: Острокрылки (Lonchopteridae Macquart, 1835) (Син.: Musidoridae)
      - Семейство: Горбатки (Phoridae Curtis, 1833)
      - Семейство: Sciadoceridae Schmitz, 1929

    - Надсемейство: Platypezoidea Fallen, 1815
      - Семейство: Грибные мушки (Platypezidae Fallen, 1823) (Син.: Clythiidae)
      - Семейство: Opetiidae Rondani , 1856

    - Надсемейство: Syrphoidea Latreille, 1802
      - Семейство: Большеглазки, или цикадоедки (Pipunculidae Walker, 1834) (Син.: Dorylaidae, Dorilaidae)
      - Семейство: Журчалки (Syrphidae Latreille, 1802)

    - Надсемейство: Carnoidea Newman, 1834
      - Семейство: Australimyzidae Griffiths, 1972
      - Семейство: Пчелиные вши (Braulidae Schiner, 1864)
      - Семейство: Canacidae Jones, 1906 (Син.: Canaceidae)
      - Семейство: Carnidae Newman, 1834
      - Семейство: Мухи злаковые, или мушки злаковые (Chloropidae Rondani, 1856) (Син.: Siphonellopsidae, Oscinidae)
      - Семейство: Cryptochetidae Brues & Melander, 1932
      - Семейство: Милихииды (Milichiidae Schiner, 1862) (Син.: Phyllomyzidae)
      - Семейство: Tethinidae Hendel, 1916

    - Надсемейство: Conopoidea
      - Семейство: Большеголовки (Conopidae Latreille, 1802) (Син.: Stylogastridae)

    - Надсемейство: Ephydroidea Zetterstedt, 1837
      - Семейство: Curtonotidae Duda, 1934 (Син.: Cyrtonotidae)
      - Семейство: Camillidae Frey, 1921
      - Семейство: Campichoetidae Griffiths, 1972
      - Семейство: Мушки плодовые, или дрозофилы (Drosophilidae Rondani, 1856)
      - Семейство: Береговушки (Ephydridae Zetterstedt, 1837)
      - Семейство: Diastatidae Hendel, 1917

    - Надсемейство: Lauxanioidea Macquart, 1835
      - Семейство: Celyphidae Bigot, 1852
      - Семейство: Серебрянки, или тлёвые мухи (Chamaemyiidae Hendel, 1910) (Син.: Ochthiphilidae, Cremifaniidae, Ochthiphilidae)
      - Семейство: Eurychoromyiidae Hendel, 1910
      - Семейство: Перегнойницы (Lauxaniidae Macquart, 1835)(Син.: Sapromyzidae)

    - Надсемейство: Nerioidea Westwood, 1840
      - Семейство: Cypselosomatidae Hendel, 1931
      - Семейство: Ходуленожки (Micropezidae Desmarest, 1860) (Син.: Calobatidae, Taeniapteridae, Tylidae, Trepidariidae)
      - Семейство: Neriidae Westwood, 1840
      - Семейство: Pseudopomyzidae Frey, 1941

    - Надсемейство: Diopsoidea
      - Семейство: Длинноножки (Tanypezidae Rondani, 1856)
      - Семейство: Somatiidae Hendel, 1935
      - Семейство: Безволоски, или лыски (Psilidae Macquart, 1835)
      - Семейство: Стебельчатоглазые мухи (Diopsidae Billberg, 1820) (Син.: Centrioncidae)
      - Семейство: Syringogastridae Prado, 1969
      - Семейство: Gobryidae McAppine, 1997
      - Семейство: Megamerinidae Hendel, 1913 (Син.: Megameridae)

    - Надсемейство: Opomyzoidea Fallén, 1820
      - Семейство: Acartophthalmidae Czerny, 1928
      - Семейство: Мушки минирующие (Agromyzidae Fallen, 1823) (Син.: Phytomyzidae)
      - Семейство: Антомизиды (Anthomyzidae Latreille, 1829)
      - Семейство: Прелестницы (Asteiidae Loew, 1861) (Син.: Astiidae)
      - Семейство: Аулацигастриды (Aulacigastridae Duda, 1921) (Син.: Aulacigastreridae, Aulacogasteridae)
      - Семейство: Затворницы (Clusiidae Handlirsch, 1884) (Син.: Clusiodidae, Heteroneuridae)
      - Семейство: Fergusoninidae Tonnoir, 1937
      - Семейство: Neminidae McAlpine, 1983
      - Семейство: Neurochaetidae McAlpine, 1978
      - Семейство: Лесные мухи (Odiniidae Hendel, 1920)
      - Семейство: Опомизиды (Opomyzidae Fallen, 1820) (Син.: Geomyzidae (sensu Evenhuis, 1994))
      - Семейство: Marginidae McAlpine, 1991
      - Семейство: Periscelididae Oldenberg, 1914 (Син.: Periscelidae, Stenomicridae)
      - Семейство: Teratomyzidae Colles et McAlpine, 1970
      - Семейство: Xenasteiidae Hardy, 1980

    - Надсемейство: Sphaeroceroidea Macquart, 1835
      - Семейство: Chiropteromyzidae Frey, 1952
      - Семейство: Borboropsidae
      - Семейство: Шипокрылки (Heleomyzidae Westwood, 1840) (Син.: Heteromyzidae, Helomyzidae, Trixoscelididae, Trichoscelidae)
      - Семейство: Mormotomyiidae Austen, 1936
      - Семейство: Chyromyidae Hendel, 1916 (Син.: Chiromyiidae, Geomyzidae (part. sensu Schumann, 1965))
      - Семейство: Шароуски (Sphaeroceridae Macquart, 1835) (Син.: Borboridae, Cypselidae)

    - Надсемейство: Sciomyzoidea Fallén, 1820
      - Семейство: Целопиды (Coelopidae Hendel, 1910) (Син.: Phycodromiidae, Pycodromidae)
      - Семейство: Дубровницы (Dryomyzidae Schiner, 1862)
      - Семейство: Helcomyzidae Hendel, 1924
      - Семейство: Helosciomyzidae Steyskal, 1965
      - Семейство: Huttoninidae Steyskal, 1965
      - Семейство: Natalimyzidae Barraclough & MacAlpine, 2006
      - Семейство: Phaeomyiidae Verbecke, 1950
      - Семейство: Ropalomeridae Schiner, 1868
      - Семейство: Тенницы (Sciomyzidae Fallen,  1820) (Син.: Phaeomyiidae, Tetanoceridae)
      - Семейство: Муравьевидки (Sepsidae Walker, 1833) (Син.: Sepsididae)

    - Надсемейство: Tephritoidea Newman, 1834
      - Семейство: Circumphallidae  Papp, 2011[2]
      - Семейство: Ctenostylidae Bigot, 1882
      - Семейство: Копьехвостки (Lonchaeidae Rondani, 1856)
      - Семейство: Бледнокрылки или Паллоптериды  (Pallopteridae Loew, 1862) (Син.: Eurygnathomyiidae)
      - Семейство: Мухи сырные, или пиофилиды (Piophilidae Macquart, 1835)
      - Семейство: Платистоматиды (Platystomatidae Schiner, 1862) (Син.: Platystomidae)
      - Семейство: Pyrgotidae Schiner, 1868
      - Семейство: Richardiidae Snow, 1896
      - Семейство: Tachiniscidae Kertész, 1903
      - Семейство: Пестрокрылки (Tephritidae Newman, 1834) (Син.: Trypetidae, Trupaneidae, Trypaneidae, Tachiniscidae)
      - Семейство: Ulidiidae Macquart, 1935 (Син.: Otitidae, Ortalidae, Pterocallidae)

    - Надсемейство: Hippoboscoidea Samouelle, 1819
      - Семейство: Кровососки (Hippoboscidae Samouelle, 1819)
      - Семейство: Glossinidae Theobald, 1903
      - Семейство: Mormotomyiidae Austen, 1936
      - Семейство: Nycteribiidae Samouelle (ex Leach), 1819
      - Семейство: Кровососки летучих мышей (Streblidae Kolenati, 1863)

    - Надсемейство: Muscoidea Latreille, 1802
      - Семейство: Цветочницы (Anthomyiidae Latreille, 1829)
      - Семейство: Fanniidae Schnabl, 1911
      - Семейство: Мухи настоящие (Muscidae Latreille, 1802)
      - Семейство: Мухи навозные, скатофагиды, или кордилуриды (Scathophagidae Robineau-Desvoidy, 1830) (Син.: Cordyluridae, Scatomyzidae, Scopeumatidae, Cordiluridae)

    - Надсемейство: Oestroidea Leach, 1815
      - Семейство: Каллифориды, или мясные мухи (Calliphoridae Brauer & Bergenstamm, 1889) (Син.: Mesembrinellidae, Bengaliidae)
      - Семейство: Оводы (Oestridae Townsend, 1931) (Син.: Cuterebridae, Gasterophilidae, Gastrophilidae, Hypodermatidae)
      - Семейство: Rhinophoridae Robineau-Desvoidy, 1830 (Син.: Melanophoridae)
      - Семейство: Мухи мясные серые, или саркофагиды (Sarcophagidae Macquart, 1834)
      - Семейство: Тахины, или ежемухи (Tachinidae Robineau-Desvoidy, 1830) (Син.: Larvaevoridae, Stackelbergomyiidae)
      - Семейство: Ulurumyiidae  Michelsen, Pape, 2017[3]

  - Серия семейств Stratiomyomorpha
    - Семейство: Panthophthalmidae Bigot, 1882 (Син.: Acanthomeridae)
    - Семейство: Львинки (Stratiomyidae Latreille, 1804)
    - Семейство: Древесинницы (Xylomyidae Verrall, 1901) (Син.: Xylomyiidae, Solvidae)

  - Серия семейств Tabanomorpha
    - Надсемейство: Tabanoidea Latreille, 1802
      - †Семейство: Alinkidae Krzeminski, 1992
      - Семейство: Athericidae Stuckenberg, 1973
      - Семейство: Pelecorhynchidae  Enderlein, 1922
      - Семейство: Бекасницы (Rhagionidae Latreille, 1802) (Син.: Leptidae, Erinnidae (sensu Evenhuis), Paleostratiomyiidae)

    - Семейство: Слепни (Tabanidae Latreille, 1802)

  - Серия семейств Vermileonomorpha
    - Надсемейство: Vermileonoidea
      - Семейство: Vermileonidae Nagatomi, 1977 (Син.: Protobrachyceridae, Protobrachycerontidae)

  - Серия семейств Xylophagomorpha
    - Семейство: Стволоедки, или древоедки (Xylophagidae Fallén, 1810) (Син.: Heterostomidae, Exerotonevridae, Erinniidae ?(sensu Schumann), Coenomyidae, Coenomyiidae)
    - †Семейство: Eomyiidae Rohdendorf, 1962
    - †Семейство: Eostratiomyiidae Rohdendorf, 1962

  - Серия семейств Incertae sedis
    - †Семейство: Archisargidae
    - †Семейство: Chimeromyiidae
    - †Семейство: Eophlebomyiidae
    - †Семейство: Eremochaetidae

## Ресурсы
- Barraclough, D.A. & McAlpine, D.K. 2006. Natalimyzidae, a new African family of acalyptrate flies (Diptera: Schizophora: Sciomyzoidea). African Invertebrates 47: 117—134.
- Evenhuis, N.L. (1994): Catalogue of the Fossil Flies of the world (Insecta: Diptera). — Leiden: Backhuys Publ.: 600 pp.
- Evenhuis, N.L. (1996): Catalogue of the Diptera of the Australasien and Oceanian Regions. —
- Evenhuis, N.L. (1996): Catalogue of the fossil flies of the world. —
- Jacobs, W. & Renner, M (1988): Biologie und Ökologie der Insekten, 2.Aufl.. — Stuttgart: Fischer: 690 pp.
- Kirk-Spriggs, A.H., Kotrba, M. & Copeland, R.S. 2011. Further details of the morphology of the enigmatic African fly Mormotomyia hirsuta Austen (Diptera: Mormotomyiidae). African Invertebrates 52 (1): 145—165.
- Maddison, D.R. Tree of life: phylogeny and systematics of Diptera. —
- Schumann, H. (1992): Systematische Gliederung der Ordnung Diptera mit besonderer Berücksichtigung der in Deutschland vorkommenden Familien. — Dt. Ent. Ztsch. N.F. 39 (1-3): 103—116.
- Zoological Record. —